# Wanda Szmielew
Wanda Szmielew (* 5. April 1918 in Warschau; † 27. August 1976 ebenda) war eine polnische mathematische Logikerin.
Szmielew studierte ab 1935 an der Universität Warschau, wobei sie sich unter Alfred Tarski und Adolf Lindenbaum mit mathematischer Logik beschäftigte. Eine erste Arbeit stellte sie 1938 fertig, sie konnte aber erst nach dem Zweiten Weltkrieg in den Fundamenta Mathematica veröffentlicht werden. Im Zweiten Weltkrieg arbeitete sie unter deutscher Besatzung als Vermessungstechnikerin und unterrichtete im Untergrund. Ab 1945 bis 1947 setzte sie ihr Studium an der Universität Łódź fort. 1947 erhielt sie ihr Diplom an der Universität Warschau und wurde dort Assistentin. 1949 ging sie an die University of California, Berkeley zu Tarski, wo sie 1950 promoviert wurde mit einer Arbeit (Arithmetical properites of ablelian groups), die sie noch unter deutscher Besatzung fertiggestellt hatte und in der sie die Entscheidbarkeit der Theorie abelscher Gruppen bewies. 1950 wurde sie Assistenzprofessorin in Warschau, 1954 Dozentin und 1957 Professor. 1965 bis 1967 war sie Gastprofessorin in Berkeley bei Tarski.
Szmielew beschäftigte sich mit metamathematischen Grundlagen der Algebra und Geometrie und mit Mengenlehre. Ein Projekt von ihr und Alfred Tarski zur metamathematischen Grundlegung der euklidischen Geometrie wurde 1983 von Wolfram Schwabhäuser vollendet.
Sie war Mitglied der Kommission für Lehrbücher des Erziehungsministeriums.